# Розье-де-Жюйак
Розье́-де-Жюйа́к (фр. Rosiers-de-Juillac, окс. Rosier de Julhac) — коммуна во Франции, находится в регионе Лимузен. Департамент — Коррез. Входит в состав кантона Жюийак. Округ коммуны — Брив-ла-Гайярд.
Код INSEE коммуны — 19177.
Коммуна расположена приблизительно в 410 км к югу от Парижа, в 65 км южнее Лиможа, в 37 км к западу от Тюля.

## Население
Население коммуны на 2008 год составляло 183 человека.
| 1962 | 1968 | 1975 | 1982 | 1990 | 1999 | 2008 |
| ---- | ---- | ---- | ---- | ---- | ---- | ---- |
| 204  | 232  | 208  | 205  | 200  | 194  | 183  |

## Администрация
| Период | Период | Фамилия       | Партия                              | Примечания |
| ------ | ------ | ------------- | ----------------------------------- | ---------- |
| 1959   | 2008   | Жан Дюруа     | Французская коммунистическая партия |            |
| 2008   |        | Даниель Дюлуа |                                     |            |

## Экономика

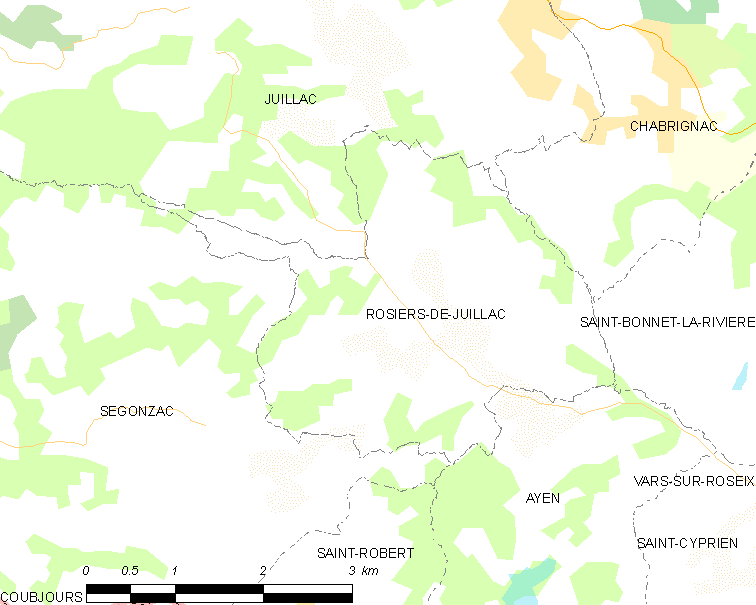
Карта коммуны

В 2007 году среди 109 человек в трудоспособном возрасте (15-64 лет) 85 были экономически активными, 24 — неактивными (показатель активности — 78,0 %, в 1999 году было 76,1 %). Из 85 активных работали 81 человек (45 мужчин и 36 женщин), безработных было 4 (2 мужчин и 2 женщины). Среди 24 неактивных 6 человек были учениками или студентами, 8 — пенсионерами, 10 были неактивными по другим причинам.